# Michael John Smith
Michael John Smith (Beaufort, Észak-Karolina, 1945. április 30. – Cape Canaveral, Florida, 1986. január 28.) amerikai pilóta, űrhajós.

## Életpálya
1967-ben a Haditengerészeti Akadémián szerzett oklevelet. 1969-ben pilóta jogosítványt szerzett.  A vietnámi háborúban hat harci bevetésen vett részt, szolgálati repülőgépe az A–6 Intruder volt. 1976-ban tesztpilóta kiképzésben részesült. Több mint 4867 órát töltött a levegőben (repülő), több mint 28 különböző polgári és katonai repülőgépen teljesített szolgálatot.
1980-ban a Lyndon B. Johnson Űrközpontban részesült űrhajóskiképzésben. Kiképzett űrhajósként a Shuttle Avionics Integrációs Laboratory parancsnoka volt.
Első űrszolgálatára indulva összesen 1 percet 13 másodpercet (73 másodperc) töltött a levegőben. Az 1986. január 28-án történt Challenger-katasztrófa során (STS–51–L) vesztette életét.

## Űrrepülések
STS–51–L, a Challenger űrrepülőgép 10. repülésének rakomány pilótája.